# 민태곤
민태곤(閔泰崑, 1917년 12월 17일 ~ 1944년 11월 22일)은 일제강점기의 조선귀족 출신 독립운동가이다. 본관은 여흥, 본적은 경성부 입정정(笠井町)이며 남작 민규현의 장남이다.

## 생애
1934년 12월 15일에 자신의 아버지였던 민규현이 받은 남작 작위를 승계받았다. 일본 도호쿠 제국대학 문학부에 재학 중이던 1940년 5월경부터 일본에 체류하고 있던 조선인 유학생들과 함께 조선의 독립과 신사회(新社會) 건설을 목표로 내건 사회주의 계열 비밀 결사를 조직한 뒤부터 항일 독립 운동을 전개했다.
비밀 결사 안에서 독립 운동 단체의 건설을 위한 사회주의 사상의 채용 및 연구, 조선 내 신분 제도의 타파, 학생들에 대한 군사교육 및 창씨개명 반대, 조선에서의 의무교육 제도 실시, 재일 조선인 노동자의 생활 개선 등에 대해 협의했으나 1941년 12월 9일에 일본 경찰에 체포되었다. 1943년 4월 22일에 센다이 지방재판소로부터 기소유예를 선고받았지만 남작 작위는 박탈되지 않았다.
1944년 11월 22일에 폐결핵과 고문 후유증으로 인해 사망했다. 그의 작위는 동생 민태윤(閔泰崙)이 승계받았다. 민태윤은 1944년말 태평양 전쟁 당시에 있었던 강제 징병으로 인해 일본으로 연행된 상태였기 때문에 본인 의사와는 무관하게 승계받았다. 2009년에는 대한민국 정부로부터 애족장을 추서받았다.

## 참고자료
- 민태곤 : 독립유공자 공훈록 - 국가보훈처